# Teatro Carlo Goldoni (Bagnacavallo)
Il Teatro Carlo Goldoni è un teatro situato a Bagnacavallo, in provincia di Ravenna.

## Storia
Nell'anno 1648 "Al lato destro della Porta d'entrata della Porta di sopra" fu costruita la Fabbrica dell'Abbondanza, dove avevano sede i magazzini di raccolta del frumento, che ospitò nel piano rialzato un teatrino tutto in legno a palchetti. Di questo teatro, si hanno notizie nella seduta del Consiglio dell'anno 1698, quando si deliberò di darlo in cessione durante il carnevale alle maestranze cittadine per alcune rappresentazioni, a patto di trattenere il corredo scenografico. 

Nella seduta consigliare del marzo 1791 si decise di far dipingere da Filippo Bibiena un telone e alcune scene di carattere marino. Nel marzo del 1796, si deliberò di acquistare il Palazzo Brandolini, dato che il teatro pubblico 
(Consiglio, foglio 215-216)
Nella successiva seduta del 1796 si approvò il progetto dell'architetto pontificio Cosimo Morelli. Tuttavia, occorre giungere al 29 maggio 1839 per riprendere il discorso sul nuovo teatro, deliberando l'affidamento del progetto al professore Filippo Antolini. Nella seduta del maggio 1840 si accetta la proposta di erigere il portico di facciata come da progetto. 
Demolita la parte del palazzo Brandolini che guardava la Piazza, fu costruito il nuovo teatro a pianta rettangolare di fianco al Palazzo Comunale.
Contribuirono alla sua realizzazione il capomastro faentino Galli, lo stuccatore Tognetti, il pittore Francesco Migliari di Ferrara, lo scenografo Giuseppe Badiali, il macchinista Michele Contarini.
Il pittore bolognese Antonio Muzzi (1815-1894) dipinse il sipario, tuttora esistente, composto di strisce di canapa/juta tessuta a telaio. 
Muzzi celebrò la tradizione pittorica locale, raffigurando Bartolomeo Ramenghi, in atto di ricevere il senatore bolognese Camillo Gozzadini che gli presenta il giovane Girolamo da Treviso. Tra gli altri personaggi spiccano la contessa Aldrovandi, moglie del Gozzadini e il Primaticcio, già allievo del Ramenghi. 
Nel 1844, finalmente il teatro fu terminato ed inaugurato il 27 settembre 1845 con le opere Ernani di Giuseppe Verdi e Parisina di Gaetano Donizetti. Nel 1895 si tenne la prima serata cinematografica, con uno strepitoso successo.
Nel 1907 il teatro, che fino ad allora era stato chiamato "Teatro nuovo" o "Teatro comunale", fu intitolato a Carlo Goldoni poiché il padre del famoso commediografo aveva esercitato la professione in paese (è sepolto nella chiesa di San Girolamo).
Il teatro oggi funzionante, subì un breve restauro negli anni Venti e nel dopoguerra. Negli anni 1986-1987, fu fatto un intervento strutturale e l'adeguamento alle norme di sicurezza. Le scene del pittore Badiali furono distrutte, sono conservate ancora le graticciate, i tamburi per il movimento del sipario, alcune macchine per il rumore del tuono, della pioggia e della saetta ma in precarie condizioni. Il lampadario, secondo la tradizione orale, assomiglia all'originario, pur essendo di vetro. 
La gestione del teatro è affidata all'Accademia Perduta Romagna Teatro, con spettacoli di prosa, teatro per ragazzi, e concerti di musica leggera.
Nel 2020 il sipario è stato restaurato. I lavori hanno riportato la tela all'originario splendore.

## Architettura
La facciata con mattoni a vista è composta da un portico formato da cinque archi a tutto sesto, retti da pilastri ai quali sono addossati colonne con capitelli ionici. Al di sopra del cornicione si aprono cinque finestre sormontate da mensole.
Dall'atrio con soffitto decorato, si accede alla sala a ferro di cavallo molto allargato. Vi sono tre ordini di palchi (diciassette per ogni ordine), con parapetto continuo ed un loggione delimitato da archi a tutto sesto. Il soffitto con volta ad ombrello è affrescato come i parapetti dei palchi. Ai lati del proscenio sono collocati sei medaglioni di legno dorato con l'effigie di illustri personaggi legati alla storia locale: Cesare Ercolani, Bartolomeo Ramenghi, Giovanni Maria Guicciardi, il capitano di ventura Tiberto Brandolini, Carlo Goldoni e l'economista Luigi Valeriani Molinari.
L'ampio palcoscenico contiene ai lati i camerini per gli attori ed un sottopalco. "L'intero complesso mostra anche nell'interno quella ordinata e lineare disposizione che ha ispirato l'impostazione architettonica generale dell'edificio e che costituisce una costante dell'attività di Filippo Antolini, tutta improntata a criteri di rigida fedeltà ai modi neoclassici". 